# Williams College Museum of Art
Williams College Museum of Art är ett konstmuseum i Williamstown, Massachusetts. Det är ett högskolemuseum som ligger på Williams College campusområde och är öppet för allmänheten. 
Museet har en samling på omkring 14 000 konstverk.

## Historik

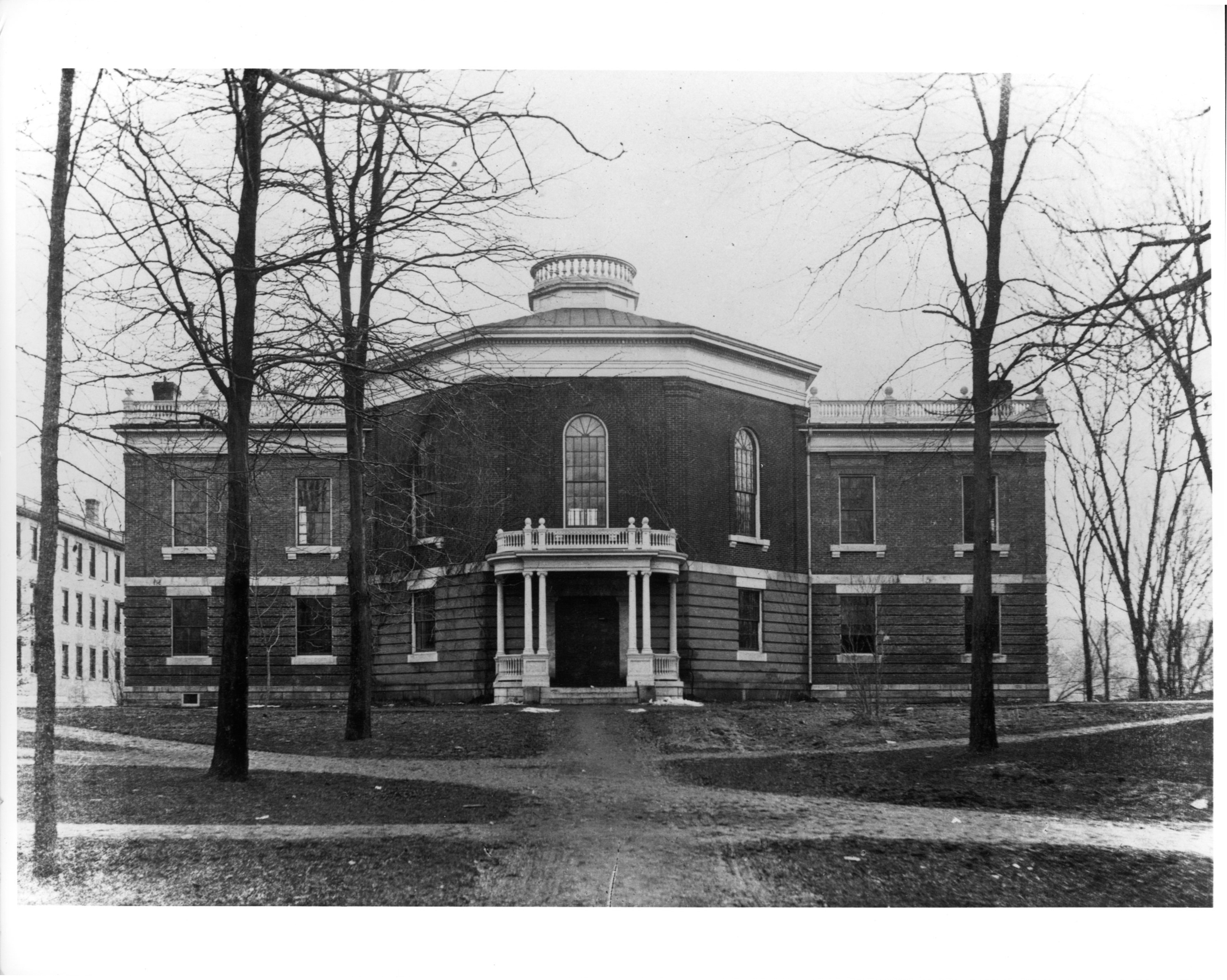
Lawrence Hall 1890.

Williams College Museum of Art etablerades 1926 av Karl Weston, en konsthistoriker med ambitionen att direkt kunna visa studenterna konstverk. Museets konstsamling donerades till stor del av Eliza Peters Field. Museet flyttade in i den tidigare biblioteksbyggnaden Lawrence Hall, som ritats av by Thomas S. Tefft, efter det att biblioteket flyttades 1920. En större utvidgning gjordes på 1980-talet med nya flyglar ritade av Charles Moore.
.

## Samlingar

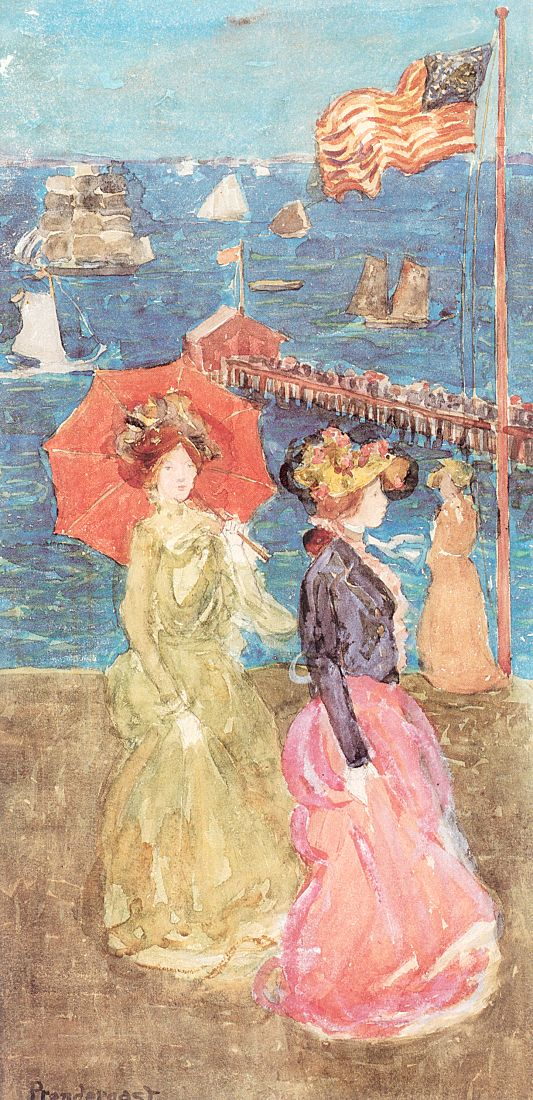
Figures Under the Flag av Maurice Prendergast, 1900-1905.

Museet har bland annat en stor samling av akvareller och skisser av de amerikanska bröderna Maurice Prendergast och Charles Prendergast, vilka donerades 1983 av Charles Prendergasts änka Eugénie Prendergast (1894–1994).

## Konstverk i urval
- Morning in a City (1944) av Edward Hopper
- Eyes (Nine Elements) av Louise Bourgeois
- Väggmålning av Sol LeWitt
- Death on the Ridge Road (1935) av Grant Wood